# Teletica
Teletica (Televisora de Costa Rica SA) é uma rede de televisão da Costa Rica.
É a maior rede de mídia do país centro-americano, também é bem conhecida por exibir novelas produzidas pela Rede Globo de Televisão.
Fundada em 1958, é a emissora mais antiga da Costa Rica. Com uma programação destinada à família com programas baseados em shows de televisão.